# 天主教普拉托教區
天主教普拉托教區（拉丁語：Dioecesis Pratensis）是天主教會在義大利的一個教區。屬佛羅倫斯總教區。
1653年9月22日自皮斯托亞教區分出，與其「同等地位」。1954年1月15日兩個教區分開。
教區包括普拉托省的四個市，2004年有教友186,320人，佔轄區總人口96.5%。教區下轄八十五個堂區，有145名司鐸。
現任教區主教為若望·內爾比尼，榮休主教為加斯托內·西莫尼和方濟各·阿戈斯蒂內利。